# Haiku

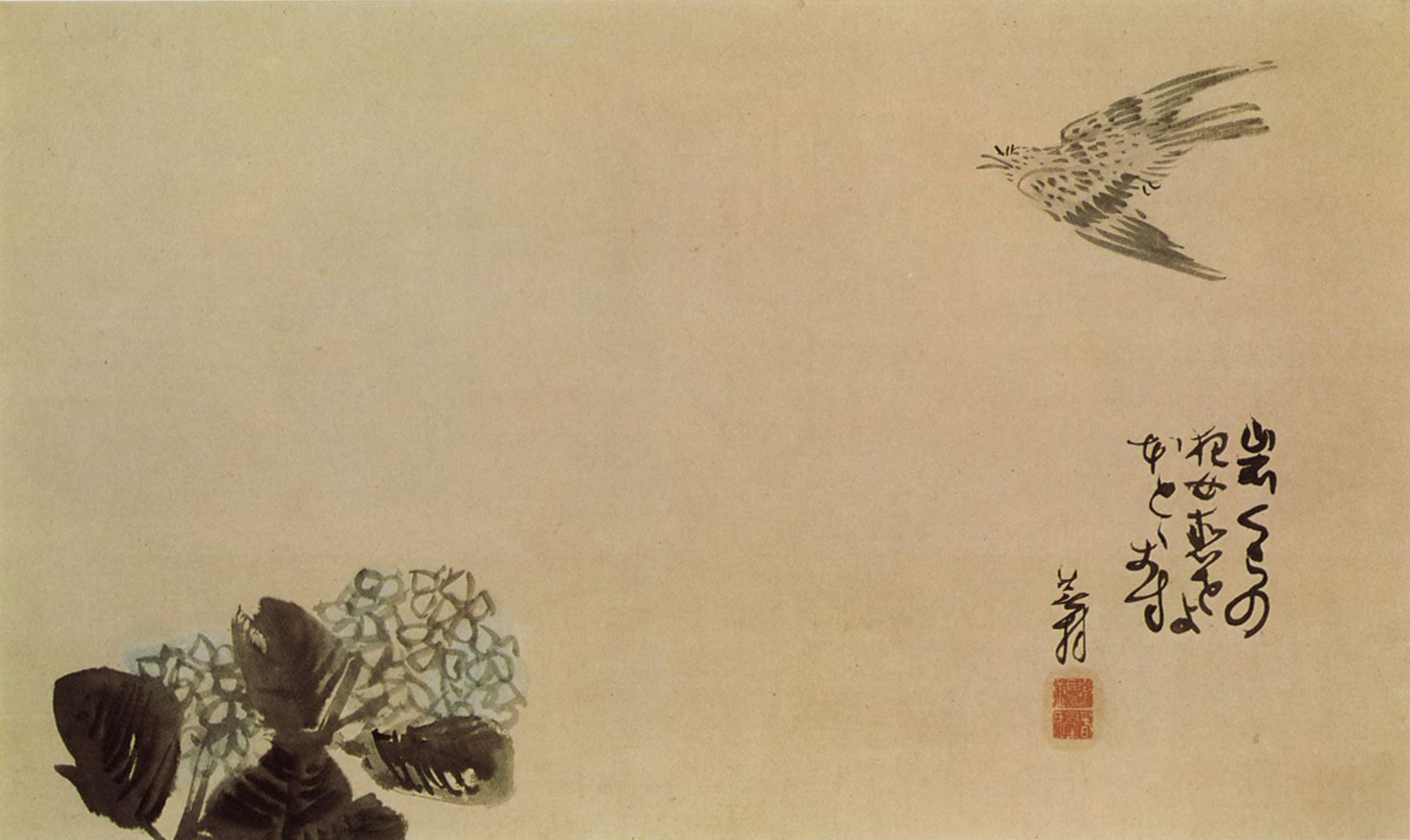

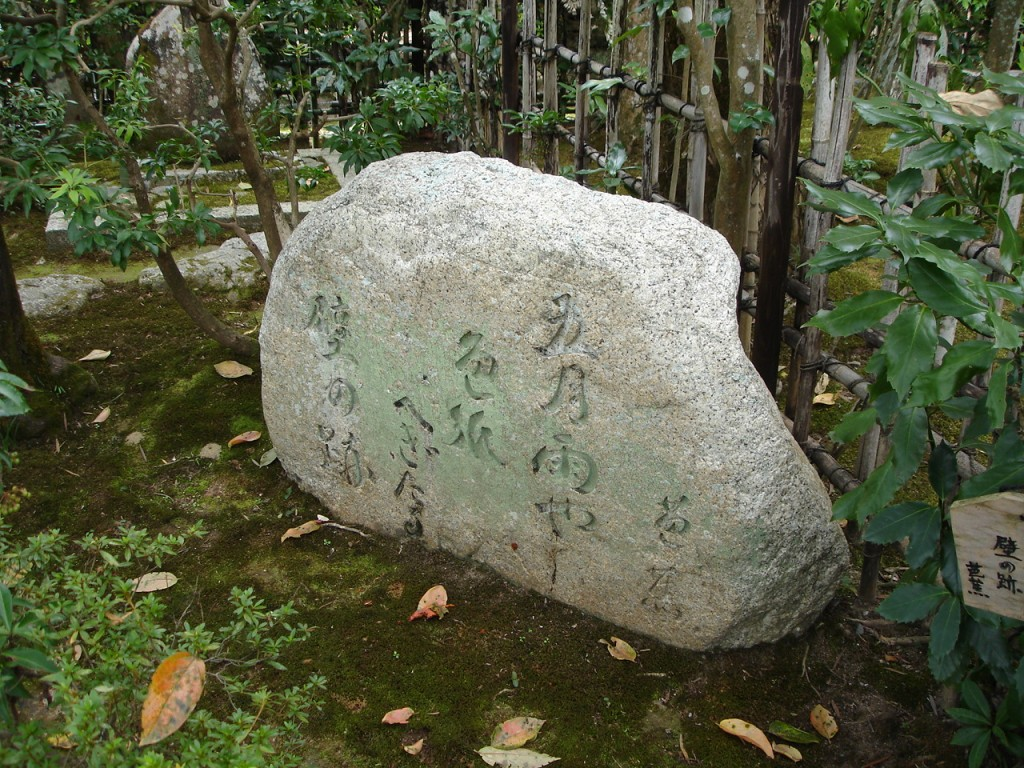
Piatră inscripționată cu un Haiku la Kyoto, Japonia

Haiku este un gen de poezie japoneză cu formă fixă, alcătuită din 17 silabe repartizate pe 3 „versuri” formate din 5, 7, 5 silabe, respectiv.

## Etimologie
Încă de la început, s-au creat confuzii între cei trei termeni aflați în strânsă relație: Haiku, Hokku și Haikai.
Termenul Hokku înseamnă, în limba japoneză "vers de început", fiind la origine o verigă de legătură spre un șir mai lung de versuri, cunoscut sub numele de Haikai. Deoarece hokku dădea tonul restului șirului de versuri, el a căpătat un rol privilegiat în poezia Haikai, încât s-a ajuns ca unii poeți să compună numai un Haikai, renunțând la versurile următoare.

## Istorie
Practic, istoria Haiku începe în ultimii ani ai secolului al XIX-lea. Abia prin eforturile lui Masaoka Shiki această independență a fost oficial recunoscută prin anii 1890, prin crearea termenului Haiku. Această nouă formă de poezie avea să fie scrisă, citită și percepută ca un poem complet, independent, și nu ca o parte a unui șir mai lung de versuri.
Renumitele versuri ale perioadei Edo (1600-1868), scrise de maeștri precum Matsuo Bashō, Yosa Buson și Kobayashi Issa, sunt în general cunoscute sub denumirea de Hokku și trebuie percepute în perspectiva istoriei Haikai, dar în prezent ele sunt citite ca Haikuuri independente.

## Stil
Haiku-urile trebuie să conțină cel puțin o imagine sau un cuvânt care să exprime anotimpul (kigo) în care acesta a fost scris. De obicei subiectele se referă la natură, plante, flori, insecte, etc:
Viața mea toată:
Frunze purtate de vânt
În prag de toamnă.
Cel mai cunoscut haijin este Matsuo Bashō, cel care a impus haiku-ul clasic prin cartea sa, "Drumul îngust spre îndepărtatul nord". Basho s-a născut in orașul Ueno din prefectura Mie (Japonia), unde are loc anual un popular festival de haiku și a întreprins trei călătorii celebre.
- Un exemplu de hokku clasic scris de Bashō:

古池や蛙飛込む水の音　
Furu ike ya kawazu tobikomu mizu no oto
balta cea veche—
sunetul unei broaște
sărind în apă
Astăzi, poezia haiku este cea mai populară formă din Japonia, dar este foarte cunoscută și în afara ei. Mulți scriitori englezi sau americani, dar nu numai, și-au încercat măiestria în a compune asemenea versuri. Se apreciază că astăzi numai în Japonia, sunt în jur de 10 milioane de scriitori de haiku, dar majoritatea sunt la nivel de amatori și scriu pentru ei înșiși. Mulți s-au întrebat de ce această formă este atât de populară, atât în Japonia căt și în afară, mai ales că, în încercarea de a compune o asemenea poezie în altă limbă decât japoneza, haiku își pierde definiția - căci în această limbă și doar aici, toate sunetele ce formeaza alfabetul au aceeași lungime, iar toate poemele haiku - implicit - sunt la fel de lungi, pastrând un ritm impus din timpuri străvechi. Însă arta modernă încearcă - se pare - să elimine aceste limite, aceste reguli, lasând liberă imaginația artistului, iar aceștia se concentrează asupra conținutului, nu numărului de silabe. Se poate spune că poezia haiku are un punct forte: și anume că exprimă atât de multe prin atât de puține cuvinte.
Unul din mulți poeți moderni ai Japoniei este Banya Natsuishi. Acesta încercă să îmbine poemele haiku cu imagini vizuale abstracte. 
Se poate spune că poeme haiku exprimă sentimentele poetice ale scriitorului într-o formă concisă, scurtă, care stimulează imaginația cititorului, descriindu-i scene pe care - astăzi - este posibil ca acesta să nu le fi văzut niciodată.
Shiki și-a exprimat concepția conform căreia Haiku-ul este un instantaneu al realității, înrudit cu fotografia.
Primul Simpozion internațional contemporan de haiku s-a organizat la Tokyio, pe 11 iulie 1999, sub patronajul Asociației de Haiku Modern, una din cele trei organizații importante din Japonia. La încheiere a fost dat publicității "Manifestul Haiku din Tokio - 1999", în șapte puncte, cu scopul de a reorganiza regulile tradiționale ale Haiku-ului , pentru ca acesta să se poată adapta la cultura fiecărui popor. Iată câteva dintre acestea:
- Cuvintele sezonale pot fi înlocuite cu "cuvinte-cheie", cu caracter universal: mare, copaci, viitor, foc, apă, fără legătură cu anotimpurile;
- Criteriul esențial pentru haiku va fi "originalitatea";
- Se vor folosi ritmul și sunetele carcteristice fiecărei limbi, pentru a scrie un haiku, care va putea avea o structură de 3 sau 4 versuri, de câte 4, 6 sau 8 silabe;
- O importanță deosebită le vor avea "cuvintele penetrante";
- Va fi necesar să se facă mai multe traduceri.

## Kireji
Kireji (lit. cuvânt care taie) este un element indispensabil esteticii haikuului. El apare de obicei la sfârșitul unuia dintr cele trei versuri. În prozodia clasică, termenul a fost asimilat cu cezura. Pentru a o marca grafic se folosește,  cel mai adesea, linia de pauză. Mai rar sunt folosite  puncte de suspensie sau practic nu se folosește niciun semn de punctuație.  
Rolul cezurii  este aceea de a crea o pauza necesara sublinierii juxtapunerii celor doua planuri ale conținutului.

## Fragment și expresie
Un haiku autentic  are în structura lui 2 planuri aflate intr-o relație de Juxtapunere: fragmentul și sintagma sau expresia. Formal, ele sunt despărțite prin cezură.  La prima vedere, cele două planuri  apar ca fiind independente, dar împreună, sunt percepute ca o metaforă globală,  relevându-se cititorului ca un flash, o străfulgerare sau iluminare instantanee. Iluminarea instantanee îi confera haikuului un caracter filozofic, fiind văzut ca o  cale lăuntrică spre desăvârșira sinelui.

## Haijini Români sau de expresie română, prezenți în antologii mondiale
La 19 martie 1991 s-a constituit Societatea Română de Haiku, fiind înființată de membrii colegiului de redacție al revistei Haiku. Din acesta făceau parte scriitori de prestigiu ca Marin Sorescu, Ștefan Augustin Doinaș, Aurel Rău, Christian W. Schenk, Vasile Smărăndescu, Ion Acsan, Mihail Diaconescu.
Dintre membrii actuali ai societății, următorii sunt prezenți în antologii mondiale:
- Mahmoud Djamal
- Vasile Moldovan
- Marius Chelaru
- Magdalena Dale
- Valentin Nicolițov
- Mihaela Băbușanu
- Petruț Pârvescu
- Laura Vaceanu
- Radu Patriuchi
- Alexandra Flora Munteanu
- Genovel Florentin Fratila

## Categorii estetice pentru Haiku
- Aware (stare emoțională intensă, mai ales de bucurie, optimism, frumusețe armonioasă)
- Fueki (eternul, ceea ce este constant, dimensiunea atemporală a artei, a naturii)
- Ryuko (efemerul, ceea ce este vremelnic, dimensiunea trecătoare a naturii)
- Mei (frumusețe a naturii, a inteligenței umane)
- Mono No Aware (patos al lucrurilor)
- Mushin (negativitate, lipsă de spirit, cu conotatii din filozofia Zen, de nimicnicie)
- Sabi (tristețe a singurătății, a declinului, a sărăciei acceptate, a timpului atotdistrugător)
- Wabi (frumusețe austeră, melancolie, dezolare)
- Yugen (misterul singurătății, al însingurării)
- Karumi (simplitate adâncă a formei literare, eleganță, naturalețe)

O altă formă de poezie inspirată din haiku se numește senryū. O altă formă de poezie japoneză scurtă, cu formă fixă se numește Dodoitsu.
TANKA(tan=scurt; ka/ku=poezie)